# Sennebogen

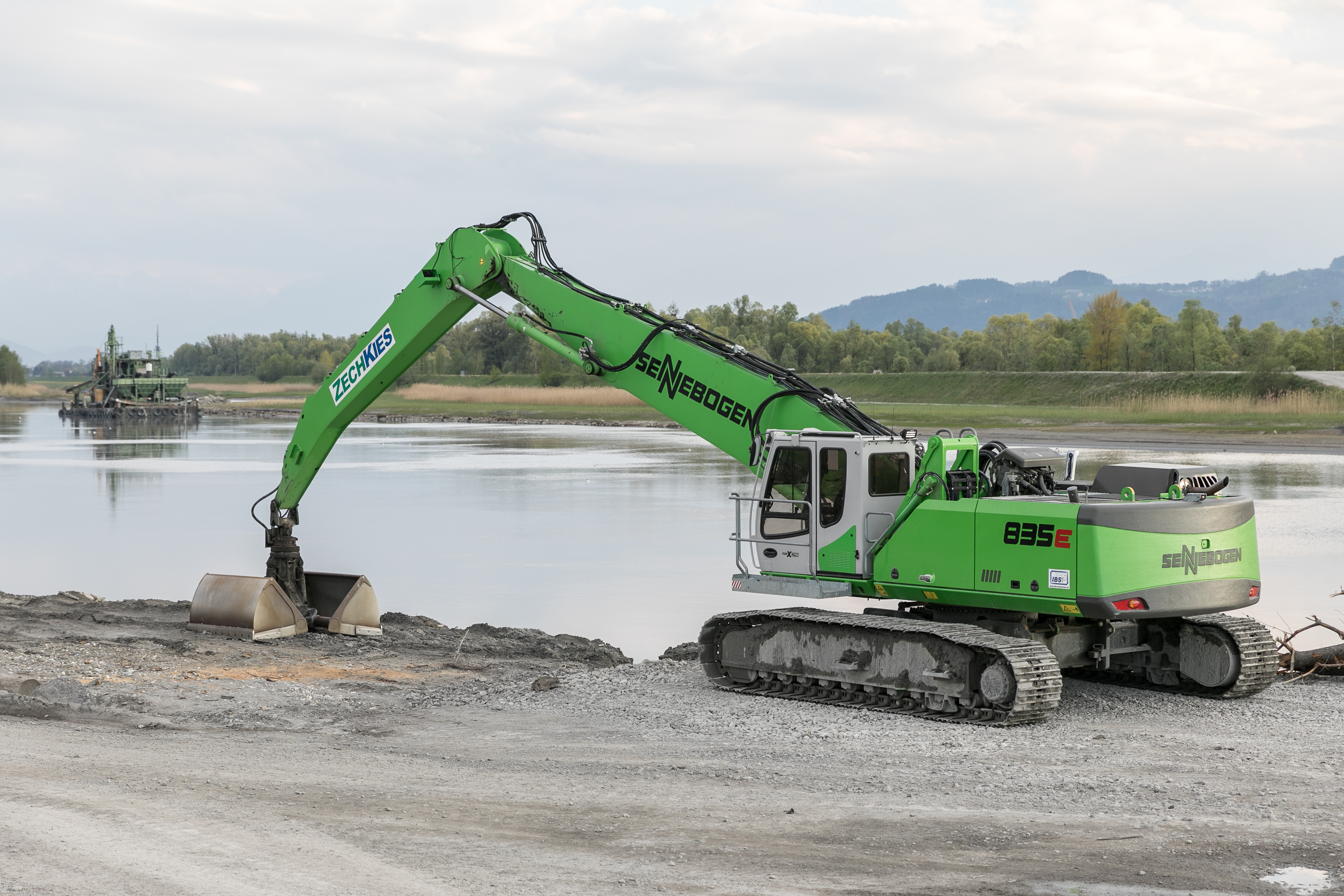

Sennebogen Maschinenfabrik GmbH es una empresa alemana de construcción y maquinaria con alrededor de 1200 empleados en todo el mundo y unos ingresos por ventas de aproximadamente 350 millones de euros.

## Historia
La compañía fue fundada en 1952 por Erich Sennebogen (1931-2011), entonces de 21 años de edad, e inicialmente fabricó maquinaria agrícola.La construcción de una segunda fábrica en Wackersdorf siguió en 1991. La compañía ha estado operando su propia fábrica para soldadura y fabricación de acero en Balatonfüred, Hungría, desde 1996. En regiones clave importantes, Sennebogen también tiene sus propias filiales locales:
- Sennebogen LLC en Charlotte, Estados Unidos[3]

- Sennebogen Middle East en Dubái, Emiratos Árabes Unidos

- Sennebogen CIS en San Petersburgo, Rusia

- Sennebogen Pte. Ltd. en Singapur